# Пархоменко, Светлана Германовна
Светлана Германовна Пархо́менко (ур. Че́рнева; род. 8 октября 1962) — советская и российская профессиональная теннисистка и теннисный тренер, заслуженный мастер спорта СССР (1991).
- Чемпионка СССР в одиночном разряде (1985), девятикратная чемпионка СССР в женском и смешанном парном разряде
- Победительница восьми турниров Virginia Slims/WTA в женском парном разряде
- Чемпионка Европы среди любителей в женском и смешанном парном разряде (1983), четырёхкратная чемпионка Европы среди девушек в одиночном и парном разряде

## Спортивная карьера
Чернева играла в теннис с восьми лет, первым её тренером стала Нина Теплякова, многократная чемпионка СССР. В 1978 году Светлана стала чемпионкой Европы среди девушек в одиночном и парном разряде, повторив успех в парах и в следующие два года. В 1978 году она также стала абсолютной чемпионкой СССР среди девушек, а в 1980 году — чемпионкой в одиночном и женском парном разрядах. В 1980 году в составе молодёжной сборной СССР Чернева дошла до финала командного Кубка принцессы Софии. Тренер — В. Ф. Васильев.
С 1981 года Светлана, сначала выступавшая как Чернева, а с 1984 года взявшая фамилию мужа — Пархоменко, — семь раз подряд становилась чемпионкой СССР в женском парном разряде, а в 1987 году завоевала это звание дважды — на летнем и зимнем чемпионатах СССР. В 1983 году она также выиграла чемпионат СССР в миксте с Константином Пугаевым и дошла до финала в женском одиночном разряде, уступив там Елене Елисеенко. В 1985 году она завоевала титул чемпионки СССР в одиночном разряде, победив в финале Юлию Сальникову.
Начиная с 1981 года Чернева регулярно выступала за сборную СССР в Кубке Федерации. С 1983 года обычно играла в паре с Ларисой Савченко. Вместе они одерживали победы над сильными соперницами из Болгарии, Канады, Нидерландов и Франции. Между 1981 и 1988 годами Светлана провела за сборную 28 игр, одержав в парном разряде 18 побед при всего пяти поражениях (в одиночном разряде она победила в двух играх и уступила в трёх).
С 1983 года выступала в индивидуальных профессиональных турнирах, завоевав в следующем сезоне свои первые титулы на турнирах ITF в Сан-Антонио и Делрей-Бич. Летом того же года они с Савченко дошли до четвертьфинала на Уимблдонском турнире, победив в первом же круге посеянных третьими Вирджинию Рузичи и Кэти Хорват, а в третьем круге Крис Эверт и Катрин Танвье. За следующие три года они сначала вышли в финал двух подряд крупных турниров — в Майами и Хилтон-Хед-Айленд, — а затем выиграли семь турниров профессионального тура Virginia Slims, в том числе четыре за 1987 год (включая престижный турнир в Бока-Ратоне, где они победили последовательно три пары, посеянные выше них). В 1985 году они повторили свой уимблдонский успех, снова дойдя до четвертьфинала, а в 1986 году добились этого же результата в Открытом чемпионате Франции. В 1987 году Пархоменко и Савченко стали полуфиналистками на Уимблдоне после победы над первой парой мира, недавними обладательницами Большого шлема Мартиной Навратиловой и Пэм Шрайвер. В 1986 и 1987 годах Пархоменко и Савченко три раза подряд (дважды - в 1986 году) участвовали в итоговом чемпионате тура Virginia Slims, один раз дойдя в нём до полуфинала. В итоге к началу 1988 года Пархоменко занимала в рейтинге Женской теннисной ассоциации среди теннисисток, выступающих в парном разряде, восьмое место.
В 1988 году, когда Лариса Савченко стала партнёршей Натальи Зверевой, Пархоменко выступала с другими советскими теннисистками. В основном с ней играла Лейла Месхи, хотя единственный титул за сезон Пархоменко завоевала с Натальей Быковой. С Месхи она дважды побывала в финале — в Сингапуре и Бирмингеме, где их остановили Зверева и Савченко. В одиночном разряде она достигла в этом году 72-го места в рейтинге после выхода в полуфинал на турнире в Уичито (США). По итогам сезона она получила приз Карен Кранчке «За спортивный дух».
Полностью пропустив сезон 1989 года, Пархоменко вернулась на корт в конце 1990 года. На следующий год она пробилась в последний за карьеру финал чемпионата СССР в парном разряде, где её партнёршей была Наталья Быкова (к этому моменту ставшая, по мужу, Егоровой). В этом году Пархоменко стала одной из последних обладательниц звания заслуженного мастера спорта СССР, вместе с Елисеенко, Зверевой и Валерией Кузьменко-Титовой.
С 1992 года Пархоменко возобновила регулярные выступления в турнирах ITF, как в одиночном разряде, так и в паре — сначала с Амандой Эванс, а потом с Егоровой. В 1992 году она после нескольких лет перерыва вошла в десятку сильнейших теннисисток СНГ, а затем два года входила в первую десятку в России. В 1993 году она провела три встречи за сборную России в Кубке Федерации, одержав победы в парных встречах с соперницами с Украины и из Литвы. Она завершила игровую карьеру в 1995 году и с этого же года, имея диплом выпускницы ГЦОЛИФК, начала работать тренером в клубе ЦСКА.

## Стиль игры
Заслуженный тренер СССР Виктор Янчук так отзывался об игре Светланы Пархоменко: 
Она быстрая, напористая, выносливая, волевая. Любит играть в атакующий теннис, особенно у сетки. Её коронка - мощный удар слева, которым она нередко пользуется даже при отражении ударов справа. Её игра с лета почти безупречна... На тренировке от неё никогда не услышишь "не хочу", "не могу". И в этом - залог её успехов.

## Участие в финалах турниров Virginia Slims за карьеру

### Парный разряд

#### Победы (8)
| №  | Дата        | Турнир                             | Покрытие | Партнёр         | Соперницы в финале              | Счёт в финале  |
| -- | ----------- | ---------------------------------- | -------- | --------------- | ------------------------------- | -------------- |
| 1. | 1 апр 1985  | Сибрук-Айленд, Южная Каролина, США | Грунт    | Лариса Савченко | Элис Бёрджин Лори Макнил        | 6-1, 6-3       |
| 2. | 9 сен 1985  | Солт-Лейк-Сити, США                | Хард     | Лариса Савченко | Беверли Молд Розалин Фербенк    | 7-5, 6-2       |
| 3. | 3 ноя 1986  | Литл-Рок, Арканзас, США            | Ковёр    | Лариса Савченко | Ива Бударова Бет Херр           | 6-2, 1-6, 6-1  |
| 4. | 26 янв 1987 | Уичито, Канзас, США                | Ковёр    | Лариса Савченко | Барбара Поттер Венди Уайт       | 6-2, 6-4       |
| 5. | 9 фев 1987  | Оклахома-Сити, США                 | Хард     | Лариса Савченко | Лори Макнил Ким Сэндс           | 6-4, 6-4       |
| 6. | 16 фев 1987 | Бока-Ратон, Флорида, США           | Хард     | Лариса Савченко | Пэм Шрайвер Крис Эверт          | 6-0, 3-6, 6-2  |
| 7. | 15 июн 1987 | Истборн, Великобритания            | Трава    | Лариса Савченко | Элизабет Смайли Розалин Фербенк | 7-65, 4-6, 7-5 |
| 8. | 29 фев 1988 | Уичито (2)                         | Хард (i) | Наталья Быкова  | Яна Новотна Катрин Сюир         | 6-3, 6-4       |

#### Поражения (6)
| №  | Дата        | Турнир                                 | Покрытие | Партнёр         | Соперницы в финале                  | Счёт в финале |
| -- | ----------- | -------------------------------------- | -------- | --------------- | ----------------------------------- | ------------- |
| 1. | 21 янв 1985 | Майами, США                            | Хард     | Лариса Савченко | Кэти Джордан Элизабет Смайли        | 4-6, 6-72     |
| 2. | 8 апр 1985  | Хилтон-Хед-Айленд, Южная Каролина, США | Грунт    | Лариса Савченко | Розалин Фербенк Пэм Шрайвер         | 4-6, 1-6      |
| 3. | 22 сен 1986 | Талса, Оклахома, США                   | Хард     | Лариса Савченко | Камилла Бенджамин Динки ван Ренбург | 6-74, 5-7     |
| 4. | 29 сен 1986 | Новый Орлеан, США                      | Ковёр    | Лариса Савченко | Кэнди Рейнольдс Энн Смит            | 3-6, 6-3, 3-6 |
| 5. | 18 апр 1988 | Сингапур                               | Хард     | Лейла Месхи     | Наталья Быкова Наталья Медведева    | 6-74, 3-6     |
| 6. | 6 июн 1988  | Бирмингем, Великобритания              | Трава    | Лейла Месхи     | Наталья Зверева Лариса Савченко     | 4-6, 1-6      |